# Рио Саладо (Буенос Айрес)
 Тази статия е за реката, която се влива в Атлантическия океан.  За другата река в Аржентина със същото име вижте Рио Саладо.  
Ри́о Сала́до (на испански: Río Salado – „Солената река“) е река в Южна Америка, която извира от езерото Ел Чанал, преминава през аржентинската провинция Буенос и се влива в Атлантическия океан.